# Metti una notte
Pour plus de détails, voir Fiche technique et Distribution.
Metti una notte est une comédie italienne réalisée par Cosimo Messeri (it) et sortie en 2017.

## Synopsis
Martino, un jeune entomologiste en crise affective, retourne à Rome pour retrouver son oncle bien-aimé. Dès son arrivée, ce dernier lui demande de garder la fille de quelques amis. Une fois arrivé chez Linda, la petite fille, Martino découvre que Lulù, sa grand-mère excentrique et imprévisible, est également présente. Tout se complique lorsque Martino reçoit un coup de téléphone de Tea, la petite fille est en danger et lui demande de l'aide. Martino, excité à l'idée de pouvoir la sauver, est contraint d'emmener grand-mère et enfant dans une série d'aventures, de rencontres et d'événements inattendus.

## Fiche technique
- Titre original : Metti una notte[1]
- Réalisateur : Cosimo Messeri (it)
- Scénario : Cosimo Messeri, Jackie Buondonno
- Photographie : Benjamin Maier
- Montage : Mario Marrone
- Musique : Andrea Farri (it)
- Costumes : Maria Rita Barbera
- Société de production : Bibi Film, Rai Cinema
- Pays de production :  Italie
- Langues originales : italien
- Format : couleurs - son Dolby Digital
- Durée : 87 minutes
- Genre : comédie
- Dates de sortie :
  - Italie : 27 octobre 2017 (Festival du film de Rome) ; 11 octobre 2018 (sortie nationale)

## Distribution
- Cosimo Messeri (it) : Martino
- Cristiana Capotondi : Gaia
- Amanda Lear : Lulu
- Flavia Mattei : Linda
- Elena Radonicich : Tea
- Marco Messeri : Le grand Stellini
- Massimiliano Gallo : Vincenzo Cafoni
- Giovanni Ludeno : Tonino Cafoni
- Maurizio Lombardi : Renato
- Dario Cantarelli : Amedeo
- Luca Biagini : Commandant Cafiero
- Sergio Bustric : Le ventriloque
- Elio Pandolfi : Oncle Fulvio
- Enrica Ilari : Mariella

## Production
C'est le dernier film dans lequel apparaît Elio Pandolfi, décédé en 2021.